# 哈特曼 (科罗拉多州)
哈特曼（英語：Hartman），是美国科罗拉多州普洛韦斯县下属的一座城市。建市于1910年5月14日，面积大约为0.302平方英里（0.781平方公里）。根据2010年美国人口普查，该市有人口81人。2011年估计该市有人口81人，相比2010年人口增长率为0.00%。同时，论人口该市是科罗拉多州第260大城市。